# دوگلاس (جزیره من)
دوگلاس پایتخت جزیره من است.